# Nomen gentile
Het nomen gentile of gentilicium was het tweede bestanddeel van een Romeinse naam. Men kan het vergelijken met onze huidige achternamen. Het nomen gentile gaf aan tot welke gens men behoorde, een belangrijk gegeven in het oude Rome wiens oudste sociale banden gebaseerd waren op deze gentes.
Bij adoptie werd het oorspronkelijke nomen gentile vaak geadjectiveerd en toegevoegd aan hun nieuwe nomen. Zo kreeg Gaius Octavius na zijn adoptie bij testament door Gaius Julius Caesar de naam Gaius Julius Caesar Octavianus, wat zoveel wil zeggen als "Gaius Julius Caesar van (de gens) Octavius".
Romeinse vrouwen hadden oorspronkelijk geen praenomen (later wel) maar wel een nomen gentile dat vrouwelijk werd (bv. Aemilia, Julia, Vipsania etc.). Dochters van een patriciër - maar later ook van equites - hadden vaak ook het cognomen van hun vader (bijvoorbeeld: Aemilia Lepida, Julia Caesaris, Vipsania Agrippina, et cetera) gekregen om hen te onderscheiden van andere vrouwen uit dezelfde gens. Om dochters van dezelfde vader - die dus dezelfde naam droegen - van elkaar te kunnen onderscheiden, werd gebruikgemaakt van het achtervoegsel maior (oudere) en minor (jongere).

## Nomina gentilia (gentes)
Aelia - Aemilia - Antonia - Asinia - Atilia - Aurelia - Caecilia - Cassia - Claudia - Clodia - Cornelia - Domitia - Flavia - Hateria - Julia - Junia - Licinia - Lutatia - Maria - Minatia - Pilata - Plinia - Pompeia - Popillia - Porcia - Quinctilia - Sempronia - Sergia - Silia - Suetonia - Terentia - Tullia - Ulpia - Valeria - Vergilia - Vibia - Vipsania

## Voetnoot
1. ↑  E. Pulgram (The Origin of the Latin Nomen Gentilicivm, in Harvard Studies in Classical Philology 58 (1948), pp. 163-187.) stelt dat de nomina gentilicia ontstonden onder invloed van de Etrusken om zich als superieur te laten gelden, wat zou worden overgenomen door de Romeinen en Sabijnen wiens adel het nomen gentile zag als hun voorrecht en een bewijs van hun erfelijke voorrechten. Het praenomen zou echter van Italische oorsprong zijn en worden overgenomen door de Etrusken.